# Kiev Bulldogs
I Kiev Bulldogs sono stati una squadra di football americano di Kiev, in Ucraina.
Nel 2018 si sono fusi con i Kiev Bandits e i Kiev Rebels per dare origine ai i Kiev Capitals.

## Dettaglio stagioni

### Tornei nazionali

#### Campionato

##### NFAFU Viša Liga/ULAF Divizion A
| Stagione | regular season | regular season | regular season | regular season | regular season | regular season | playoff | playoff | playoff | playoff | playoff | playoff      | playoff              |
|          | Vin            | Par            | Per            | Tot            | PF             | PS             | Vin     | Per     | Tot     | PF      | PS      | risultato    | avversaria           |
| -------- | -------------- | -------------- | -------------- | -------------- | -------------- | -------------- | ------- | ------- | ------- | ------- | ------- | ------------ | -------------------- |
| 2015     | 5              | 0              | 1              | 6              | 154            | 43             | 0       | 2       | 2       | 25      | 49      | Quarto posto | Kiev Slavs           |
| 2016     | 4              | 0              | 2              | 6              | 179            | 122            | 1       | 2       | 3       | 73      | 99      | Quarto posto | Uzhgorod Lumberjacks |
| 2017     | 2              | 0              | 4              | 6              | 101            | 152            | -       | -       | -       | -       | -       | Terzo posto  | -                    |
| Totale   | 11             | 0              | 7              | 18             | 434            | 317            | 1       | 4       | 5       | 98      | 148     |              |                      |

Fonti: Enciclopedia del Football - A cura di Roberto Mezzetti

### Riepilogo fasi finali disputate
| Anno           | Luogo   | Evento          | Fase del torneo      | Incontro                             | Risultato |
| 3 ottobre 2015 |         | NFAFU Viša Liga | Finale 3º - 4º posto | Kiev Bulldogs - Kiev Slavs           | 7 - 18    |
| 8 ottobre 2016 | Užhorod | Divizion A      | Finale 3º - 4º posto | Uzhgorod Lumberjacks - Kiev Bulldogs | 42 - 14   |